# Kadmos
Kadmos (gr. Κάδμος Kádmos, łac. Cadmus) – w mitologii greckiej syn Agenora i Telefassy, króla Tyru, brat Europy, mąż Harmonii, założyciel miasta Teby. 
Ponieważ zaginęła siostra Kadmosa Europa porwana przez Zeusa, ojciec Agenor nakazał Kadmosowi wyruszyć na jej poszukiwania. Zakończyły się one jednak niepowodzeniem. Kadmos pamiętając o ojcowskim nakazie, aby nie wracał bez siostry, postanowił osiedlić się poza ojczyzną. Udał się do Delf  i zapytał wyroczni delfickiej, gdzie ma zamieszkać. Ta poleciła mu, aby poszedł za krową, która ma znamię w kształcie księżyca  i założyć nowy gród tam, gdzie ona się zatrzyma. Wykonując to zadanie, założył w Beocji Kadmeę, późniejsze Teby. Aby podziękować bogom Kadmos chciał złożyć ofiarę. Poszedł do źródła aby zaczerpnąć wody. Strzegł go smok więc zabił go i za radą Ateny wyrwał mu zęby i rozrzucił je. Wyrośli z nich olbrzymi, którzy zaczęli między sobą walczyć. Z walk zwycięsko wyszło pięciu i pomogli oni Kadmosowi wybudować miasto. Zeus powierzył mu rządy w Tebach i dał za żonę córkę Aresa i Afrodyty Harmonię. Kadmos był dobrym władcą i nauczył swoich poddanych alfabetu fenickiego. Małżonkowie mieli dzieci: córki: Agaue, Autonoe, Semele, Ino i syna:  Polydorosa. Po śmierci zostali zamienieni w węże i przyjęci na Pola Elizejskie.  